# ياسر عباس
ياسر عباس (مواليد 8 فبراير 1962) هو رجل أعمال فلسطيني-كندي ومليونير متعدد الأنشطة، يُعرف بكونه نجل رئيس السلطة الوطنية الفلسطينية محمود عباس. أثارت ثروته البارزة جدلاً واسعًا في الأراضي الفلسطينية.

## المسيرة المهنية
يدّعي ياسر عباس أن ثروته ناتجة عن أعماله التجارية الخاصة، إلا أن محمد رشيد، المستشار الاقتصادي السابق للرئيس الراحل ياسر عرفات، اتهم والده، الرئيس محمود عباس، بالاستيلاء على مبلغ قدره 100 مليون دولار من أموال الحكومة الفلسطينية.
خلال أواخر الثمانينيات وحتى أوائل التسعينيات، أقام ياسر عباس في مدينة مونتريال الكندية، حيث أسس شركة متخصصة في ترميم المباني السكنية، وقد مكّنه ذلك من الحصول على الجنسية الكندية.
عمل عباس في عدد من شركات المقاولات في منطقة الخليج العربي منذ ثمانينيات القرن الماضي وحتى انتقاله إلى رام الله عام 1997 لتأسيس شركته الخاصة. وهو مالك شركة فالكون توباكو، التي تحتكر تجارة السجائر الأمريكية الصنع في جميع الأراضي الفلسطينية. كما يرأس مجموعة فالكون القابضة، وهي شركة استثمار فلسطينية تملك شركة فالكون للمقاولات الكهربائية والميكانيكية.
وقد استفادت شركة فالكون من دعم مباشر من الحكومة الأمريكية، إذ حصلت على عقد بقيمة 1.89 مليون دولار من الحكومة الأمريكية أثناء حرب العراق، لتنفيذ مشروع شبكة صرف صحي في مدينة الخليل.
إلى جانب نشاطه في تجارة التبغ، يشغل عباس مناصب إدارية في عدد من الشركات الأخرى، من بينها شركة تأمين، مكتب هندسة مدنية، وشركة عقارات، وجميعها تتخذ من رام الله مقرًا رئيسيًا لها، وهي تُعد العاصمة الإدارية للضفة الغربية.
كما يشارك شقيقه طارق عباس في ملكية وكالة دعاية وإعلان تعمل في الضفة الغربية.
في أكتوبر 2013، رفض قاضٍ دعوى تشهير تقدم بها عباس ضد جوناثان شانزر، محلل سياسي ونائب رئيس "مؤسسة الدفاع عن الديمقراطيات" في واشنطن. وكان شانزر قد نشر في يونيو 2012 مقالة رأي على موقع مجلة فورين بوليسي شكك فيها في مصادر ثروة نجلي الرئيس محمود عباس، ياسر وطارق.
وفي أغسطس 2015، ورد اسمه في تقارير صحفية باعتباره مرتبطًا بفضيحة فساد تتعلق بسوء استخدام الأموال العامة، حيث دفع 50,000 دولار لقاء شراء شقق في مجمع سكني فاخر في رام الله، في حين أشارت التقارير إلى أن وزير خارجية البحرين طُلب منه تمويل المشروع بمبلغ 4 ملايين دولار كمساهمة في إقامة مجمع خاص بالمسؤولين الفلسطينيين.

## حياته الخاصة
ياسر محمود رضا عباس هو الابن الثاني من بين ثلاثة أبناء للرئيس الفلسطيني محمود عباس وزوجته أمينة. سُمّي على اسم الزعيم الفلسطيني ياسر عرفات تكريمًا له. حصل في عام 1983 على شهادة البكالوريوس في الهندسة المدنية من جامعة ولاية واشنطن في الولايات المتحدة.
ياسر عباس له ابنان وبنت. تزوج مرة ثانية من الإعلامية ملاك جعفر نهاية عام 2015.